# Unione montana Agordina
L'Unione Montana Agordina è un'unione montana veneta della provincia di Belluno, con sede ad Agordo. È composta da 16 comuni, per un'estensione complessiva di 538,47 km² e una popolazione di 18 593 abitanti.

## Descrizione
Il Parco nazionale delle Dolomiti Bellunesi comprende nel suo territorio anche una parte dei comuni di La Valle Agordina, Gosaldo e Rivamonte Agordino. Nel territorio dell'Unione Montana Agordina vi sono alcuni dei principali monti della regione, tra i quali la Marmolada e il gruppo del Civetta.
Il territorio su cui insiste la comunità montana è piuttosto vasto e variegato, completamente montano, partendo da una quota minima di circa 500 metri s.l.m. della località La Muda, frazione di La Valle Agordina, arrivando a quote sopra i 3000 metri con le cime della Marmolada, del Civetta e del Focobon.
La via di comunicazione più agevole al territorio agordino è costituita dalla strada regionale 203 Agordina proveniente da Belluno. Tutte le altre vie di comunicazione sono asservite da passi.
Il passo Cereda collega Agordo con il Primiero attraverso la zona del Piz De Sagron (Rivamonte, Voltago, Gosaldo); il passo Valles (2031 m) collega Falcade con la zona di Bellamonte e il Parco di Paneveggio; il passo San Pellegrino (1907 m) collega Falcade con Moena; il passo Fedaia (2057 m) mette in comunicazione il comune di Rocca Pietore con Canazei (provincia di Trento), mentre il passo Pordoi (2239 m) mette in comunicazione Canazei con Arabba, frazione del comune di Livinallongo del Col di Lana. Sempre da Arabba il passo di Campolongo collega la vallata Fodoma con Corvara e la Val Badia. Il passo Falzarego (2105 m) fa sempre parte del territorio agordino fino al confine tra il comune di Livinallongo e quello di Ampezzo. Il passo Giau (2236 m) collega Il territorio di Colle Santa Lucia e di Selva di Cadore con Cortina d'Ampezzo. Il passo Staulanza (1768 m) unisce la val di Zoldo con la val Fiorentina, mentre sempre dal versante zoldano l'accesso alla zona del basso Agordino in comune di La Valle avviene attraverso il passo Duran (1598 m).
L'Unione montana Agordina offre diversi servizi ai 16 comuni facenti parte: organizzazione scolastica, mense, raccolta dei rifiuti e gestione degli ecocentri, servizi di pagamento per l'ICI, sportello catastale e sportelli distaccati di Enel e del Bim, ed inoltre studi e progettazioni sul territorio di recupero, di riassetto e di riqualifica ambientale, riguardanti la pulizia e il riordino degli alvei fluviali, la progettazione e costruzione di strade silvo-pastorali al fine di rendere utilizzabili lotti boschivi altrimenti non accessibili, lo sfalcio di superfici prative al fine di contenere lo sviluppo e l'avanzata del bosco su superfici ancora aperte, oltre a lavori di ordinaria amministrazione in affiancamento ai vari comuni.
Inoltre è di proprietà dell'Unione montana Agordina il Palazzetto dello sport e la piscina comprensoriale ad Agordo.